# Jaroslav Cejp
Jaroslav Cejp (né le 7 avril 1924 en Tchécoslovaquie) est un joueur de football tchécoslovaque (tchèque).

## Palmarès
- Championnat de Tchécoslovaquie (2) :
  - Vainqueur : 1952 et 1954.
  - Meilleur buteur : 1948 (21 buts).